# Presqu'île de Rhuys

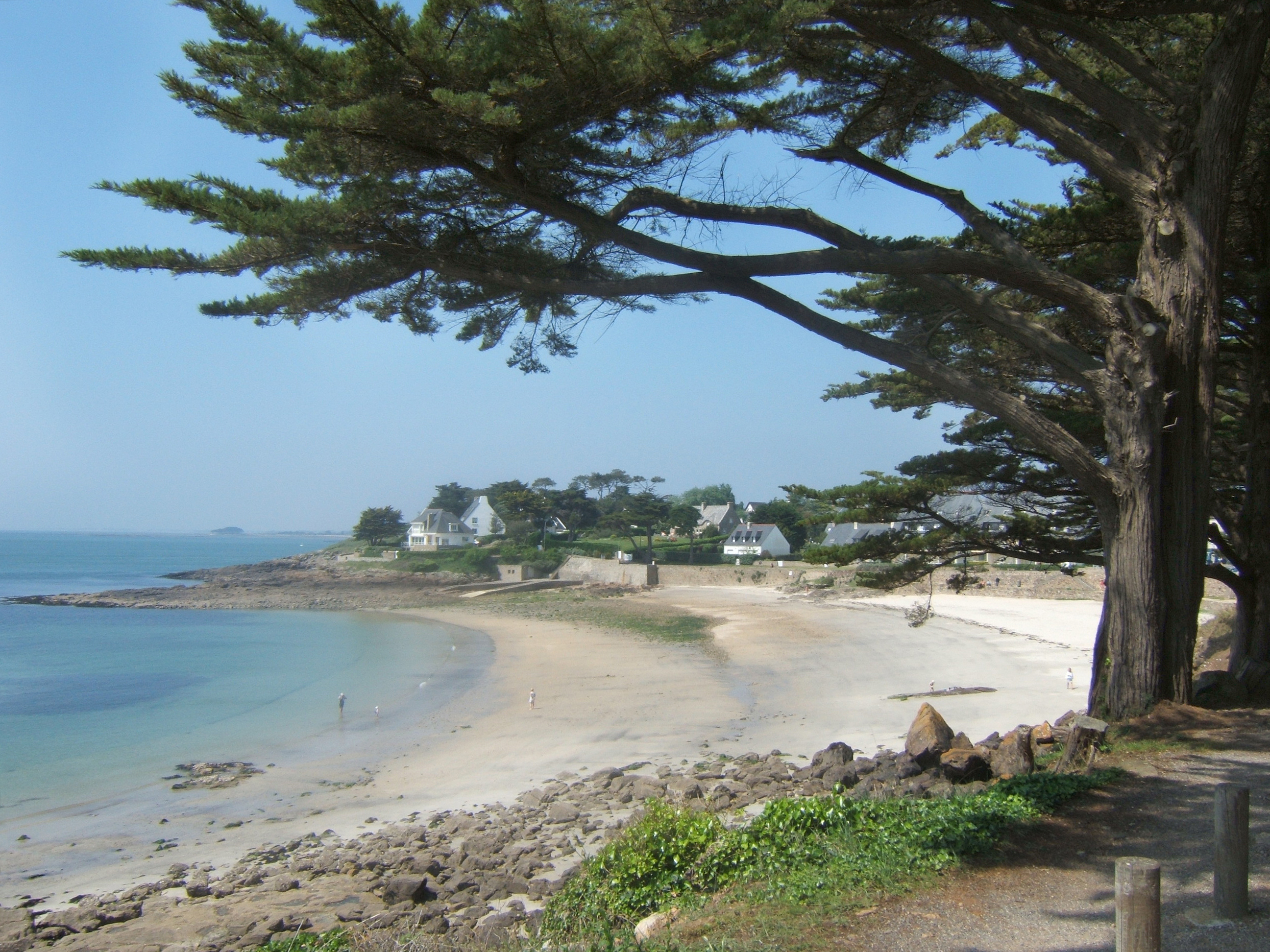
Södra stranden vid Port-Navalo.

Presqu'île de Rhuys är en halvö söder om Golfe du Morbihan i departementet Morbihan vid södra kusten av Bretagne.
Halvön har ett milt mikroklimat som ger förutsättning för att odla granatäpplen, fikon och bougainvillea. Här finns också Bretagnes enda vinodling. Mängder av ostron odlas i stora kassar i Golfe du Morbihanviken. De starka strömmarna gör det mindre lämpligt att bada i viken. Bättre bad hittar man på södra kusten som vetter mot Atlanten.
Nära Sarzeau ligger det imponerande slottet Suscinio (Château de Suscinio) som en gång var hertigarnas av Bretagne jaktslott.
Längst åt väster ligger fiskehamnen Port-Navalo vid inloppet till Golfe du Morbihan. På södra kusten ligger klostret Saint-Gildas-de-Rhuys.